# Marcel Éloi Rahandi Chambrier
Marcel Éloi Rahandi Chambrier, né le 1er décembre 1933 à Libreville et décédé le 27 novembre 2020 dans la même ville, est un médecin et homme politique du Gabon, où il a occupé les fonctions de ministre et de président de l'Assemblée nationale.

## Biographie
Marcel Chambrier est né le 1er décembre 1933 à Libreville, dans la colonie du Gabon, en Afrique-Équatoriale française. Il est de l'ethnie Mpongwé. Il suit une scolarité à l’école catholique Montfort, puis en France, au lycée Michelet de Vanves. Son baccalauréat obtenu, il étudie à l'Institut de médecine tropicale de la faculté de Paris. Déjà militant, il est l’un des membres du comité exécutif de la Fédération des étudiants d'Afrique noire en France (FEANF). Il termine son internat avant de revenir en 1963 au Gabon, qui est devenu indépendant en 1960.
Il est le premier pédiatre du Gabon et dirige un service à l'hôpital de Libreville. Il est remarqué par Léon Mba, président du pays depuis son indépendance en 1960, mais qui est renversé par un coup d'État en 1964. Ayant accepté de faire partie du gouvernement provisoire des putschistes, après l'échec de ces derniers, il est poursuivi lors du procès de Lambaréné et condamné à dix ans de prison. Après la mort de Mba, libéré, il fonde en 1967 la première clinique privée du Gabon ; portant son nom, située dans le quartier Montagne-Sainte de Libreville, elle est considérée de nos jours comme l'une des mieux équipées du pays. Son activité professionnelle, et aussi des revenus provenant de l’exploitation forestière lui assureront une aisance financière contribuant à asseoir sa situation de notable. Chambrier voit sa carrière politique démarrer véritablement la même année, aux côtés d’Omar Bongo ; il devient membre fondateur du Parti démocratique gabonais. Il occupe plusieurs postes à partir de 1975 dans des gouvernements successifs et est président de l’Assemblée nationale de 1993 à 1996. Il soutient Ali Bongo en 2009, puis se range dans l'opposition jusqu'à sa mort tout en retirant progressivement de la vie politique, laissant la place à son fils, Alexandre Barro-Chambrier, lui aussi dans l'opposition.
Il meurt le 27 novembre 2020. Le 11 décembre 2020, lui est rendu un dernier hommage dans l’hémicycle de l’Assemblée nationale. Il est inhumé le 12 décembre 2020.